# 苏倩薇
蘇倩薇（1987年6月7日—），青年演員。11歲参加東南電視台“銀河之星大擂台”少兒組連闖五關，進入第二年的擂主總决賽。曾經主持央視四套《金牌媽媽》外景節目。後入北京電影學院2004级表演系，畢業後，先後在電視劇《微笑再我心》、《有一個美麗的地方》、《新疆古麗》、《醫痴葉天士》、《美女無敵》、《集結號》、《完美婚禮》、《蔡李佛》、《狐影》、《男人情女人心》中擔任角色。在農村劇《好山好水好女人》中首次出演好女人秀愛有過出色表現。在大型民族歷史劇《木府風雲》中成功地飾演了侍女阿照。

## 學歷
- 仙游二中
- 廈門英才學校
- 北京电影学院2004级表演系本科毕业

## 演藝作品
獨幕劇
- 《天堂的隔壁是瘋人院》飾 護士
- 《油漆未乾》飾 蘇珊

電影
- 2007《刑警隊》
- 《米尼》

電視劇
- 2008《老師錯了》飾 李丹丹
- 2010《好山好水好女人》飾 秀爱
- 《圈套》
- 2007《有你就有戲》飾 小雪
- 2008《舞者》
- 《男人情女人心》
- 2009《微笑再我心》
- 2008《有一個美麗的地方》飾 傣族採藥少女
- 2009《新疆古麗》飾 漢族女工
- 2009《醫痴葉天士》飾 四美
- 2009《美女無敵》飾 金莎
- 2010《完美婚禮》飾 小鸽子
- 2012《木府風雲》飾 阿照
- 2013《劝和小组》飾 左香菱
- 2013《舞樂傳奇》飾 靈兒
- 2014《土樓裡的女人》飾 香妹子
- 2014《新雪豹》飾 范小雨
- 2015《大江作证》飾
- 2015《南僑機工英雄傳》
- 2018《斗破苍穹》

配音
- 電視劇《最後一個女人》

廣告
- 福建康輝食品
- 護勝品“豆迪“電視廣告
- 公益宣傳片“讓愛走動”

## 獲獎經歷
- 1998年参加東南電視台“銀河之星大擂台”少兒组連出席活動(10張)闖五關
- 1999年参加東南電視台“銀河之星大擂台”年度擂主總决賽
- 1999年拍攝個人專辑《小茜薇的童話》，開在福建發行
- 2002年参加全國“明日之星”獲最佳形體獎
- 2002年参加全國首届青少年英語藝術表演大赛獲銀獎
- 2003年為福建康輝食品做形象代言人
- 2003年拍攝厦門海峡生活報廣告
- 2005中央電視台《金牌媽媽》外景節目主持

主持
- 央視四套《金牌媽媽》外景節目主持
- 厦門衛視《娱樂鬥陣行》嘉賓主持

## 外部連結
- 苏倩薇的新浪微博